# أمير أويكاني
أمير أويكاني هو لاعب كرة قدم بلجيكي في مركز الدفاع، ولد في 17 أغسطس 1985 في فوشيتري في صربيا. لعب مع نادي كورتريك.